# Esther Aghatise
Esther Aghatise (sinh ngày 15 tháng 4 năm 1985) là một vận động viên nhảy xa người Nigeria.

## Thành tích giải đấu
| Năm                      | Giải đấu                   | Địa điểm                   | Thứ hạng                 | Nội dung                 | Chú thích                |
| Representing the Nigeria | Representing the Nigeria   | Representing the Nigeria   | Representing the Nigeria | Representing the Nigeria | Representing the Nigeria |
| ------------------------ | -------------------------- | -------------------------- | ------------------------ | ------------------------ | ------------------------ |
| 2002                     | Commonwealth Games         | Manchester, United Kingdom | 8th                      | Long jump                | 6.01 m                   |
| 2002                     | World Junior Championships | Kingston, Jamaica          | 3rd                      | Long jump                | 6.34 m (wind: -0.2 m/s)  |
| 2003                     | All-Africa Games           | Abuja, Nigeria             | 1st                      | Long jump                | 6.58 m                   |
| 2003                     | Afro-Asian Games           | Hyderabad, India           | 4th                      | Long jump                | 6.30 m                   |
| 2006                     | Commonwealth Games         | Melbourne, Australia       | 7th                      | Long jump                | 6.47 m                   |